# Kostel svatého Mederika
Římskokatolický kostel svatého Mederika (francouzsky église Saint-Merri nebo église Saint-Merry s ohledem na běžné zkracování jména tohoto světce) je farní kostel ve 4. obvodu v Paříži. Nachází se poblíž Centre Georges Pompidou na křižovatce ulic Rue Saint-Martin a Rue de la Verrerie. Ostatky patrona kostela jsou uloženy v kryptě kostela.

## Historie
Podle legendy odešel opat Médéric z kláštera Saint-Martin d'Autun (Saône-et-Loire) a žil jako poustevník v chatrči, kde zemřel 29. srpna 700. V roce 884 nechal biskup Gozlin jeho ostatky přenést do Paříže a svatý Merri byl vybrán jako patron pravého břehu Seiny. Byl uložen v nově postaveném kostele. Na počátku 11. století zde vznikla farnost, věnovaná kolem roku 1005 kapitule Notre-Dame a sloužila společenství kanovníků. Kostel byl přestavěn ve 12. a 13. století, ale demografický vývoj ve čtvrti Halles a na předměstí si vyžádal novou výstavbu.
Současná stavba pochází z let 1515–1612. Krypta, hlavní loď a boční loď vznikly v období 1515–1520, transept v letech 1526–1530 a chór a apsida byly dokončeny v roce 1552. Stavební práce skončily v roce 1612, když byla zvýšena zvonice. Kněžiště pochází ze 16. století a v roce 1731 bylo upraveno. V 18. století proběhly v kostele i jiné úpravy: v roce 1709 bylo odstraněno lektorium z roku 1558, v roce 1759 byl přestavěn chór, stěny a podlaha byly obloženy mramorem a vyzdobeny štuky. Vitráže byly částečně nahrazeny čirým sklem.
V roce 1793 byl kostel během Francouzské revoluce uzavřen a přeměněn na továrnu na ledek. V období 1797–1801 sloužil občanskému náboženství zvanému Kult Nejvyšší bytosti, jako chrám obchodu. V roce 1803 byl vrácen katolické církvi. Od roku 1862 je kostel chráněn jako historická památka.

## Architektura
Kostel je vystaven v gotickém slohu beze stopy renesanční architektury.
Fasáda ve stylu plaménkové gotiky je pokryta baldachýny, slepými arkádami a vlysy rostlin a fantastických zvířat včetně ostění. Hlavní portál se skládá ze tří bran. V obloucích je vytesáno mnoho soch mučedníků a andělů. Dveře z doby Ludvíka Filipa, dvacet sošek podle některých soch noterdamských. Sochy na fasádě byly zničeny během Francouzské revoluce a byly obnoveny v roce 1842. V roce 1743 byla u kostela postavena kaple Saint-Sacrement a Sacré Coeur se sochařskou výzdobou od bratrů Slodtz (René-Michel, Antoine-Sebastien a Paul), která byla v roce 1760 stavebně spojena s kostelem. Zvonice kostela byla v roce 1612 vybavena třetím patrem a po požáru v roce 1871 se vrátila do své původní výšky dvou podlaží. Krypta byla dokončena v roce 1515 pod pátou kaplí na levé straně lodi a od roku 1884 je zde hrob s ostatky svatého Mederika.

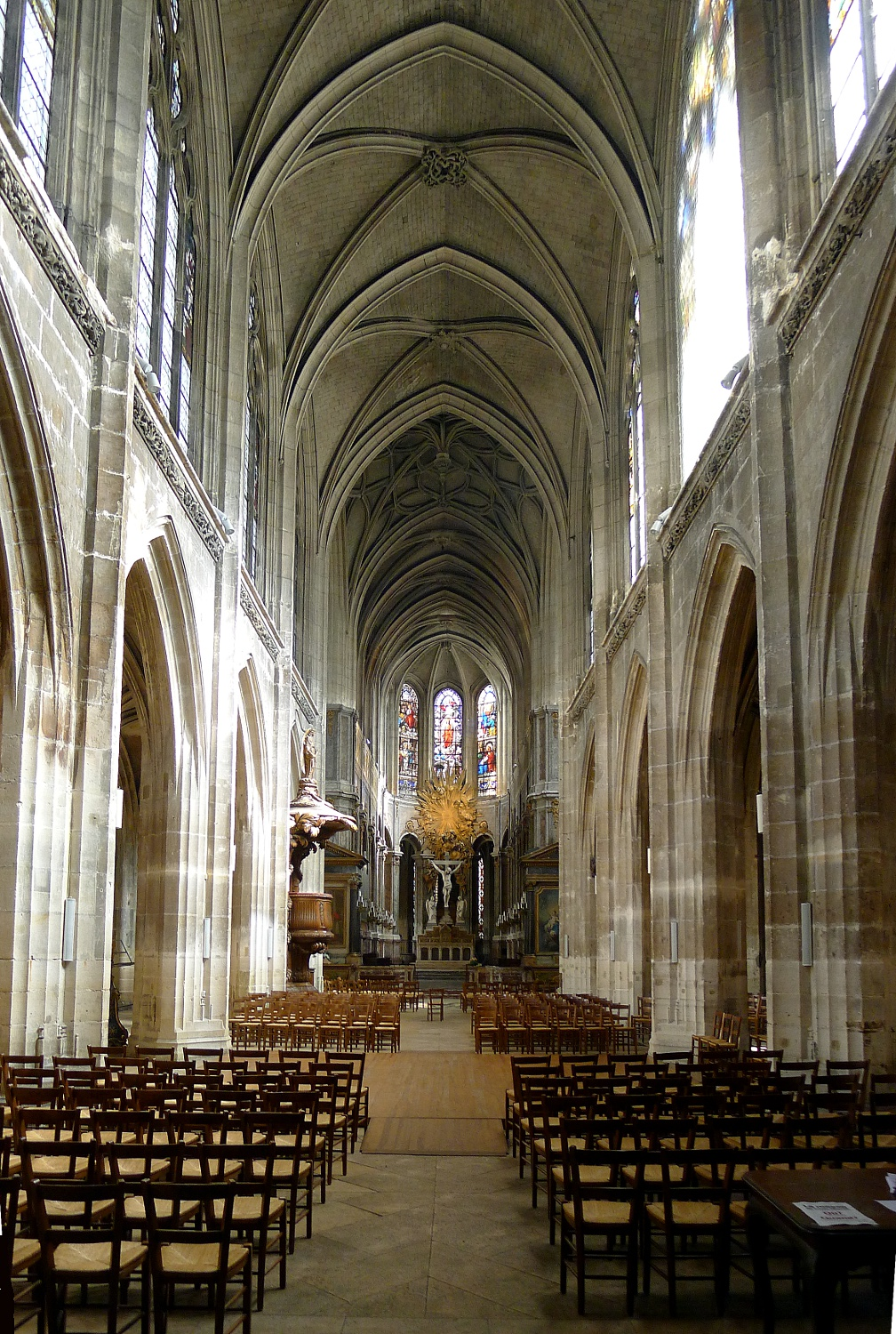
Hlavní loď kostela

Interiér kostela zdobí vitráže z počátku 16. století v hlavní lodi zobrazující život sv. Mikuláše, sv. Františka z Assisi, sv. Anežky a sv. Máří Magdalény. Většina oken však byla v roce 1753 nahrazena bílým sklem kvůli snadnému čtení při bohoslužbách. Ze 16. století pocházejí ještě vitráže zachycující životy sv. Josefa a apoštola Petra. Vitráže o zmrtvýchvstání Ježíše Krista v apsidě vznikly v 19. století.
V kostele je velká sbírka obrazů a uměleckých děl ze 17. až 19. století, mj. freska z roku 1843 Théodora Chassériau, obraz Legenda o svaté Filoméně (Eugène Emmanuel Amaury Duval) nebo Pokání svatého Petra (Joseph Maria Vien) z roku 1784. Hlavní oltář je z mramoru (1863) se sochami andělů od Paula Duboise.
Varhany vytvořil François de Heman v letech 1647–1650. V roce 1779 je zvětšil François-Henri Clicquot, v letech 1855–1857 upravil Aristide Cavaillé-Coll a roku 1947 Victor Gonzalez. Ke zdejším varhaníkům patřil mj. i hudebník Camille Saint-Saëns.
K dalším pamětihodnostem patří dřevěná kazatelna z roku 1753, křtitelnice s erby Ludvíka XII. a Anny Bretaňské a nejstarší zvon v Paříži z roku 1331, který unikl zničení během Francouzské revoluce.

## Kostel dnes
Kromě duchovního života slouží Saint-Merri také ke kulturním účelům. Pravidelně se zde konají koncerty, divadelní představení i výstavy současného umění.
Farnost se rovněž stará o skupiny nelegálních cizinců a také spolupracuje s asociací gay křesťanů David et Jonathan.

## Galerie

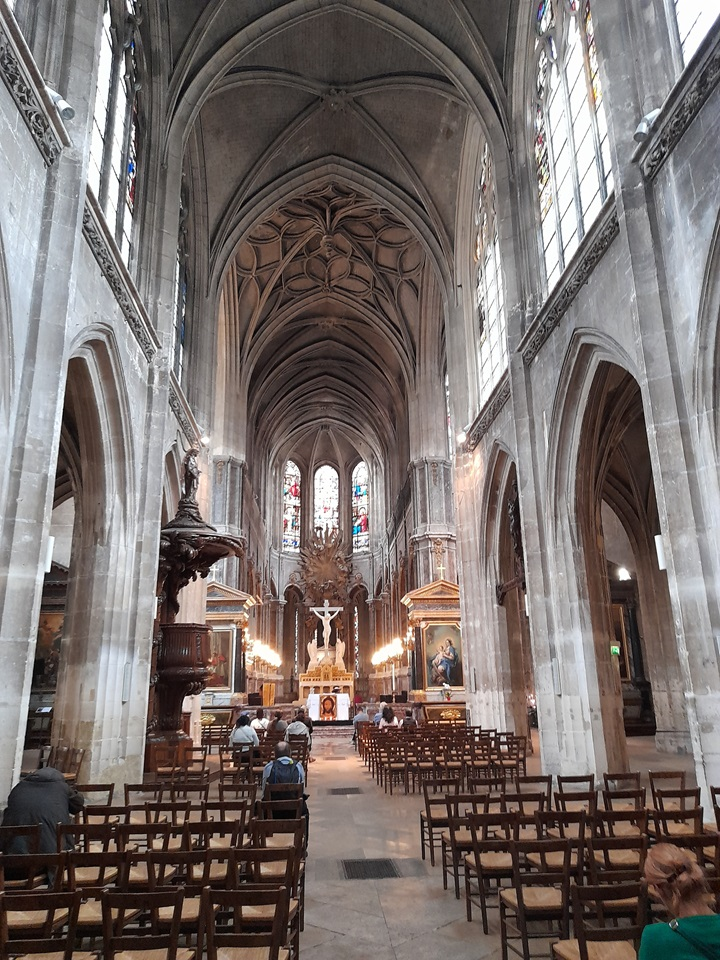
Chrámová loď
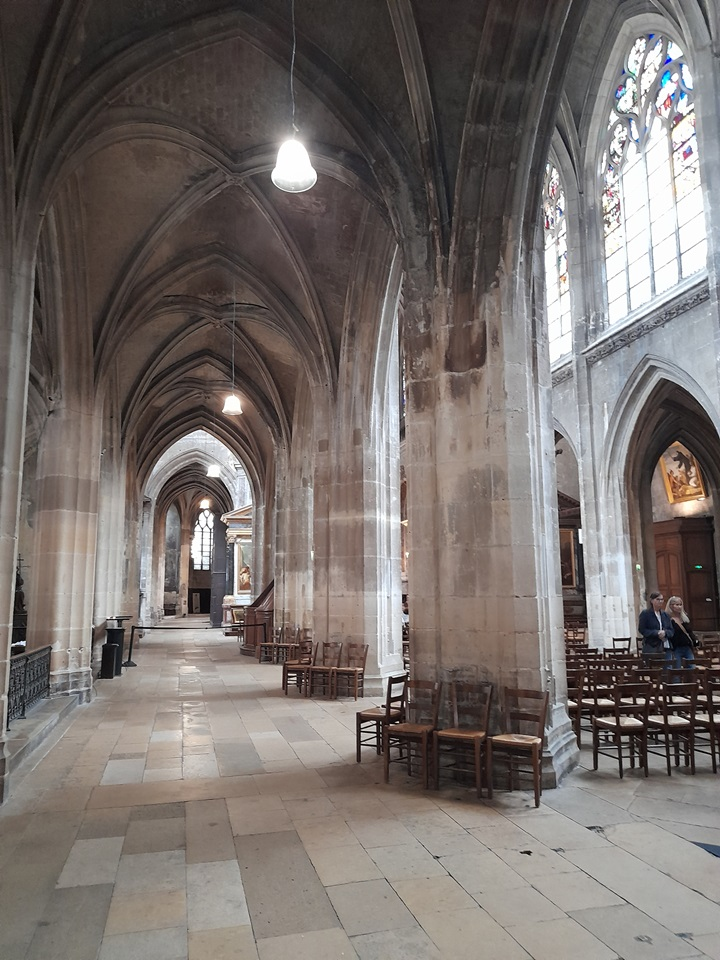
Interiér kostela St.Merri
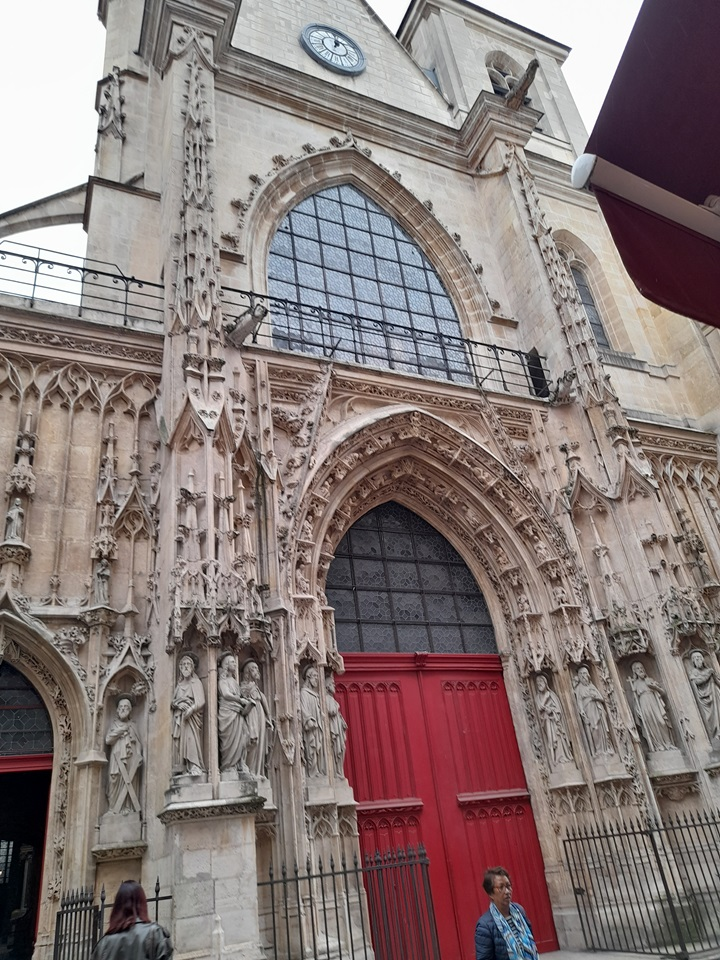
Západní portál kostela
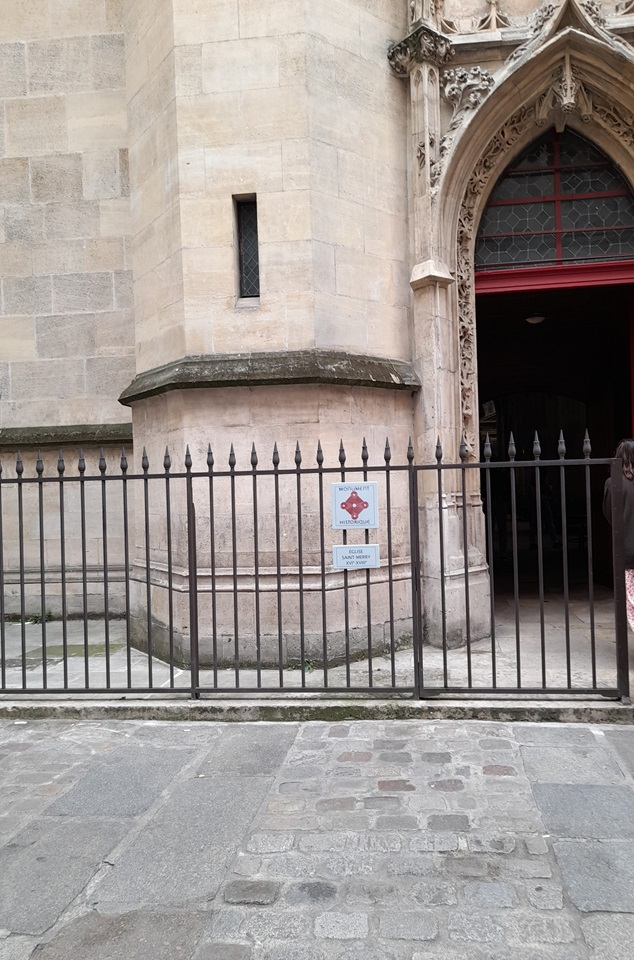
Pamětní cedule u vchodu – historická památka
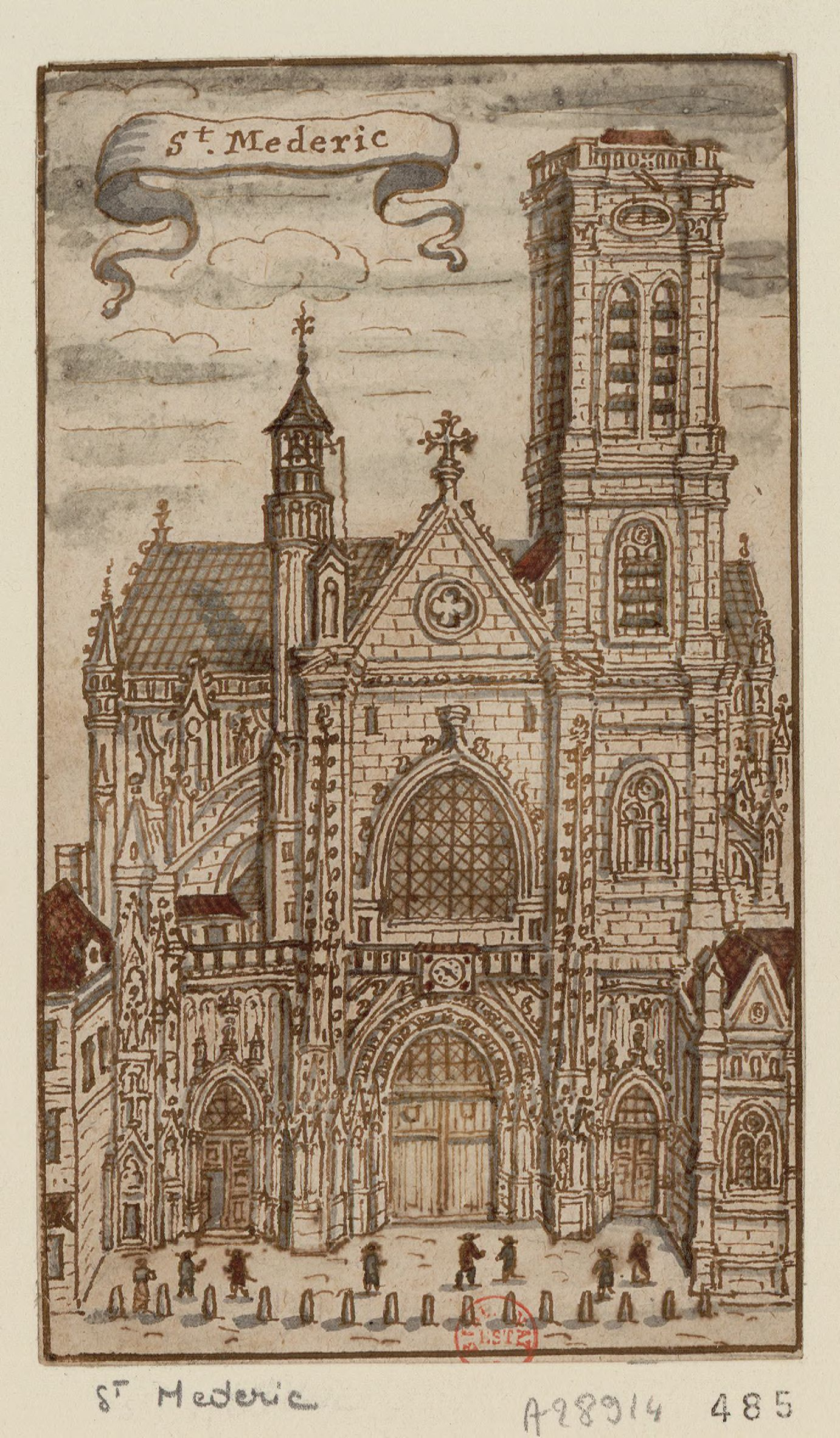
Kostel St.Merri v 17. století
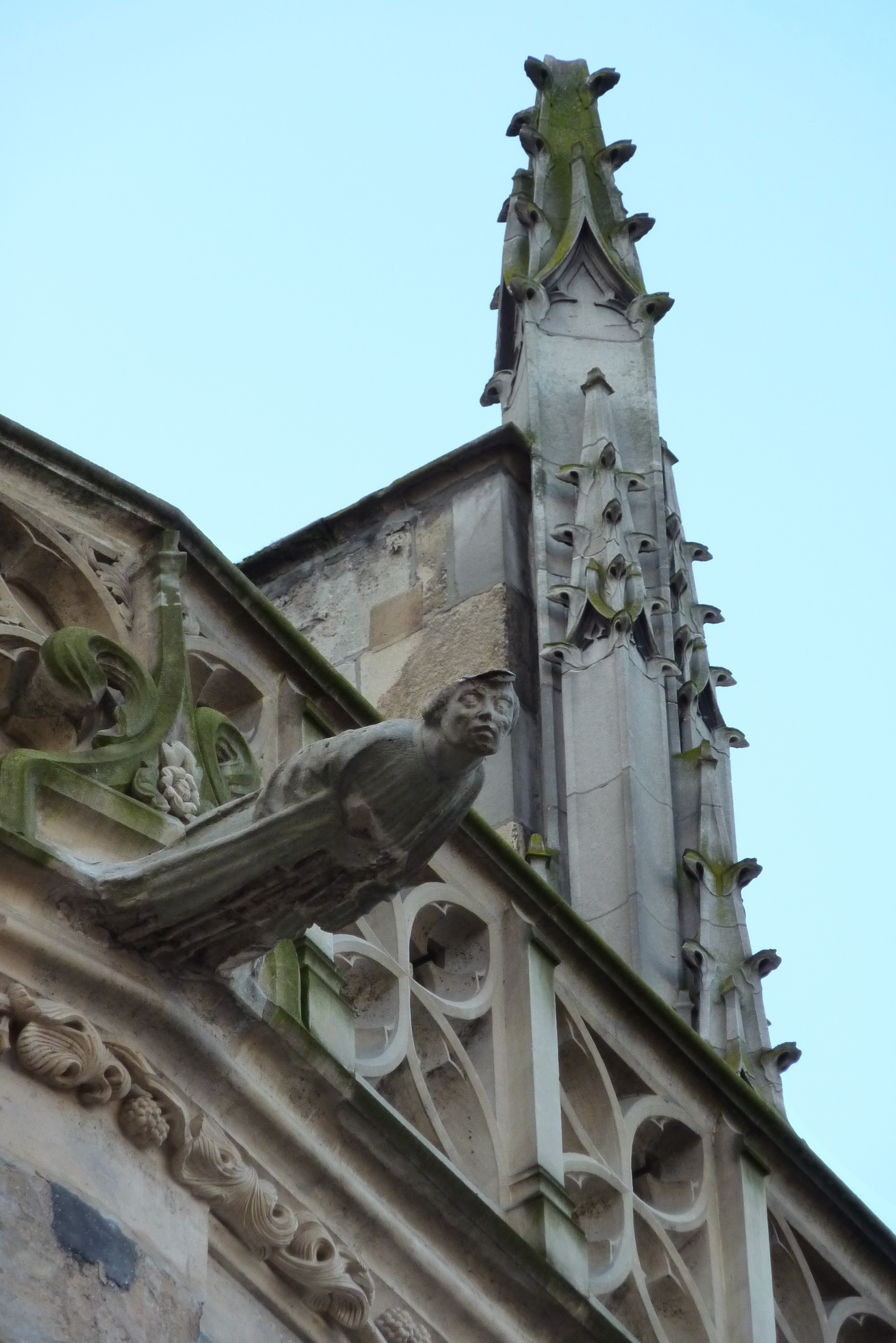
Gotický vrchol s chrličem
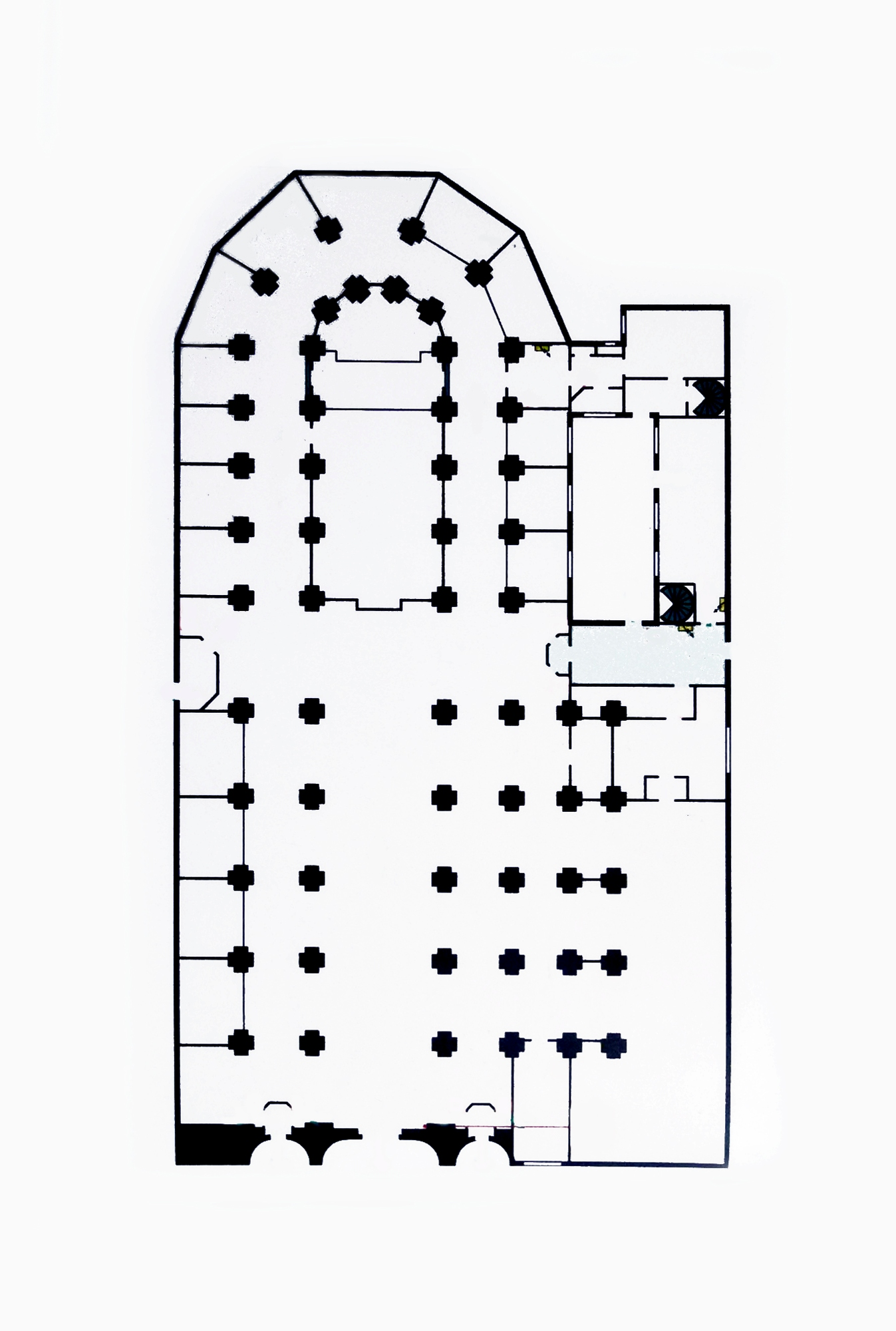
Půdorys kostela
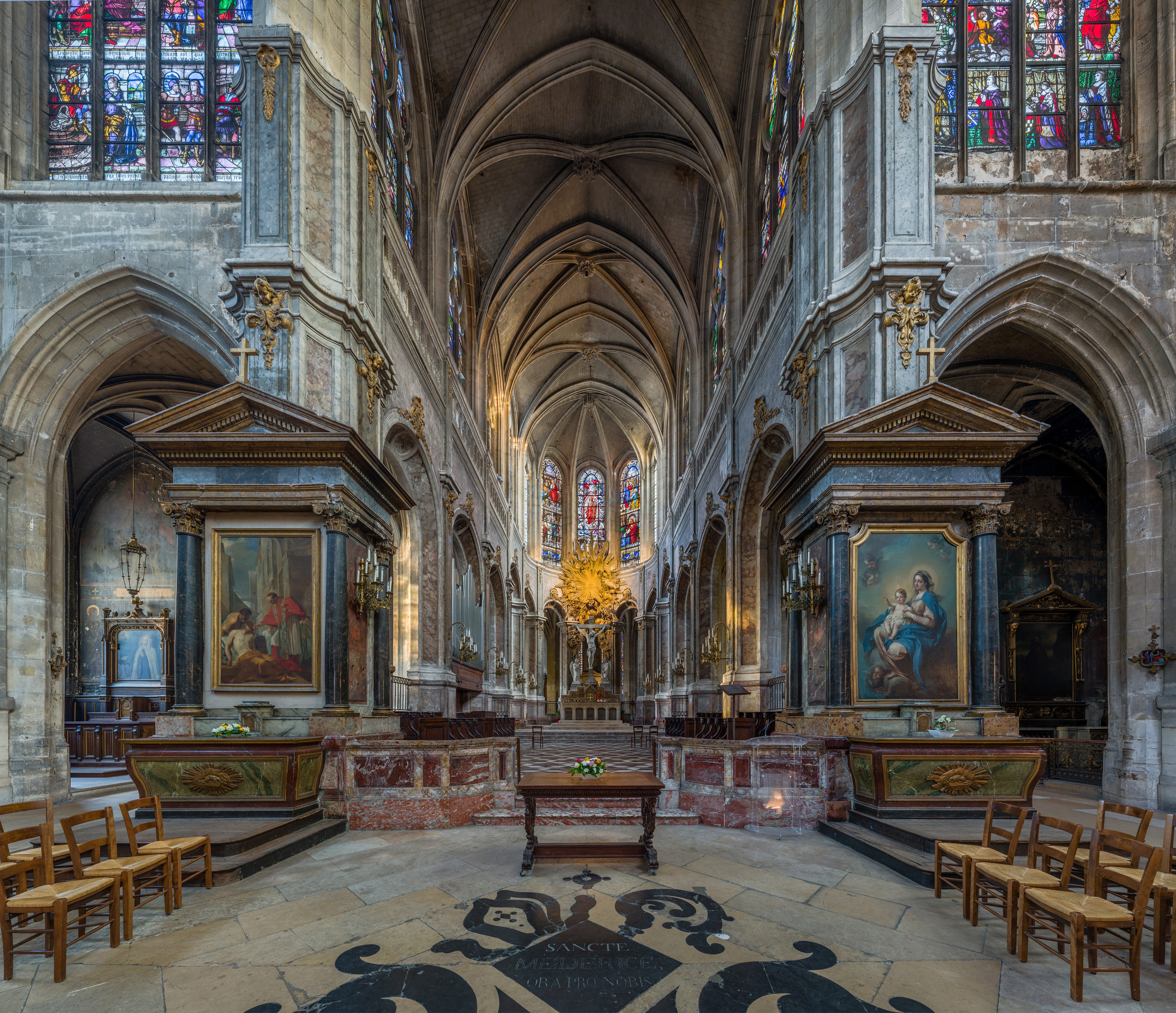
Transept směrem k chóru a apsidě
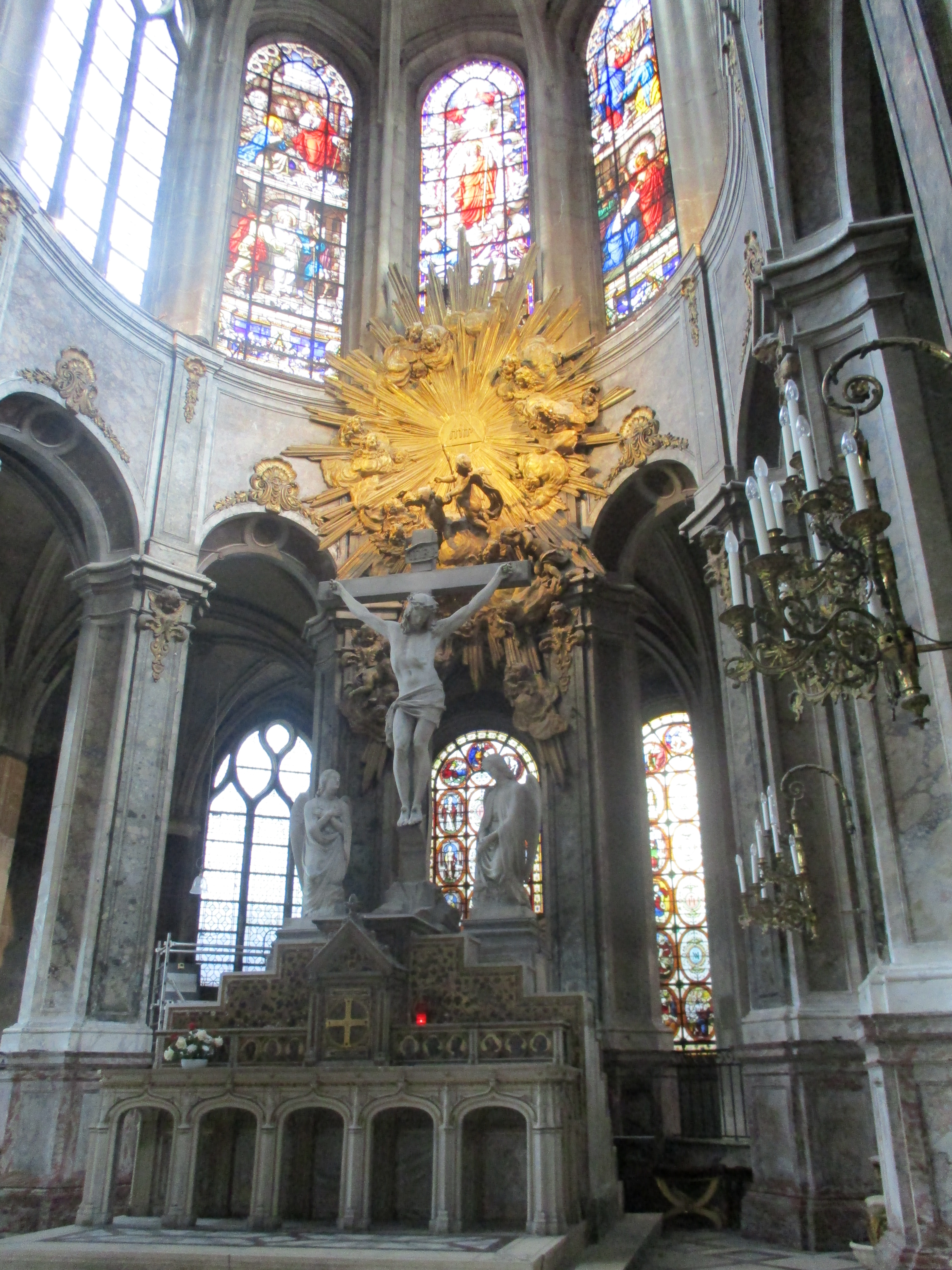
Oltář v chóru s pozlaceným "Gloire" neboli "Sláva"
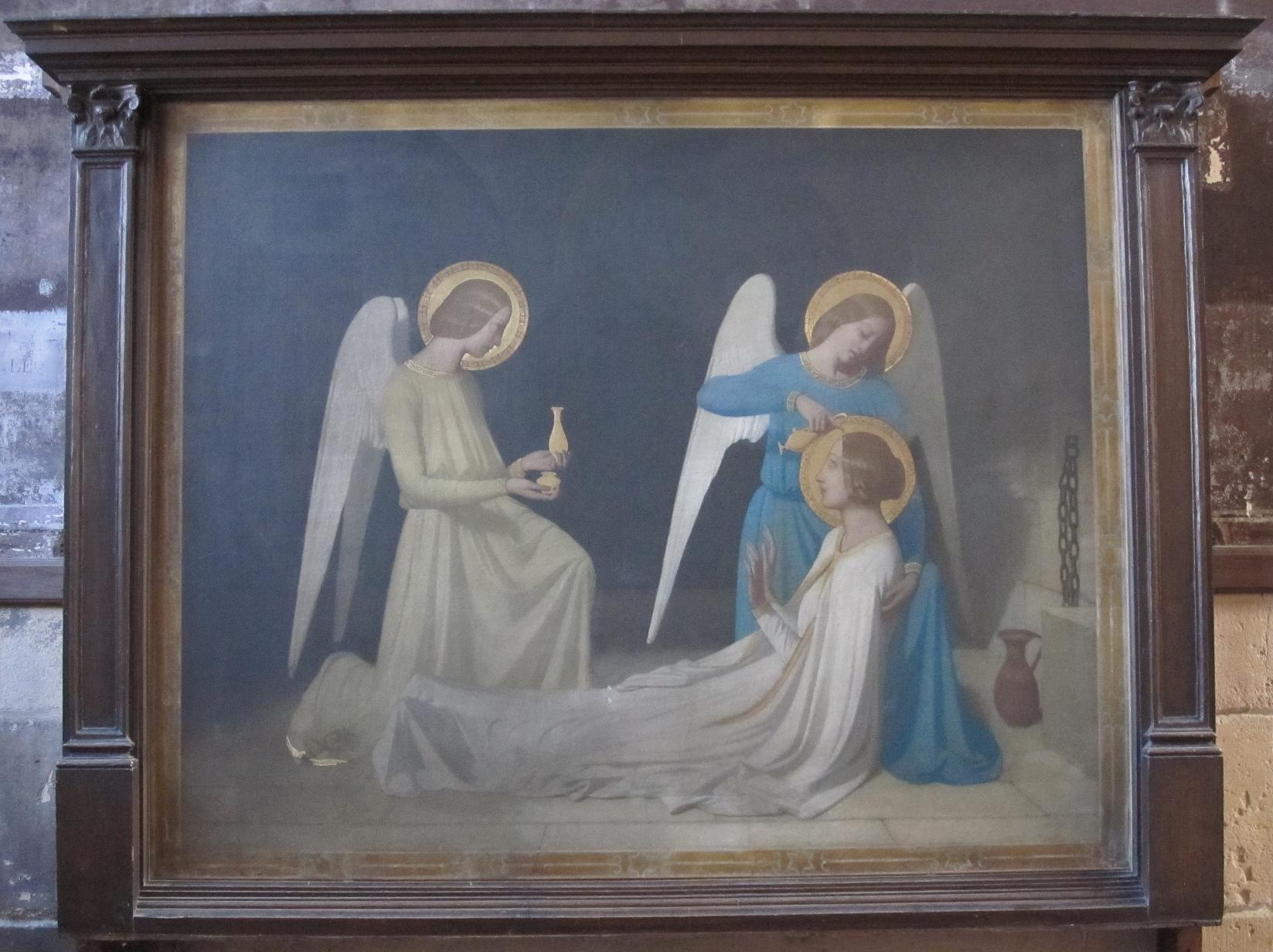
"Svatá Filoména", Eugène Emmanuel Amaury Duval, (1808-1885)
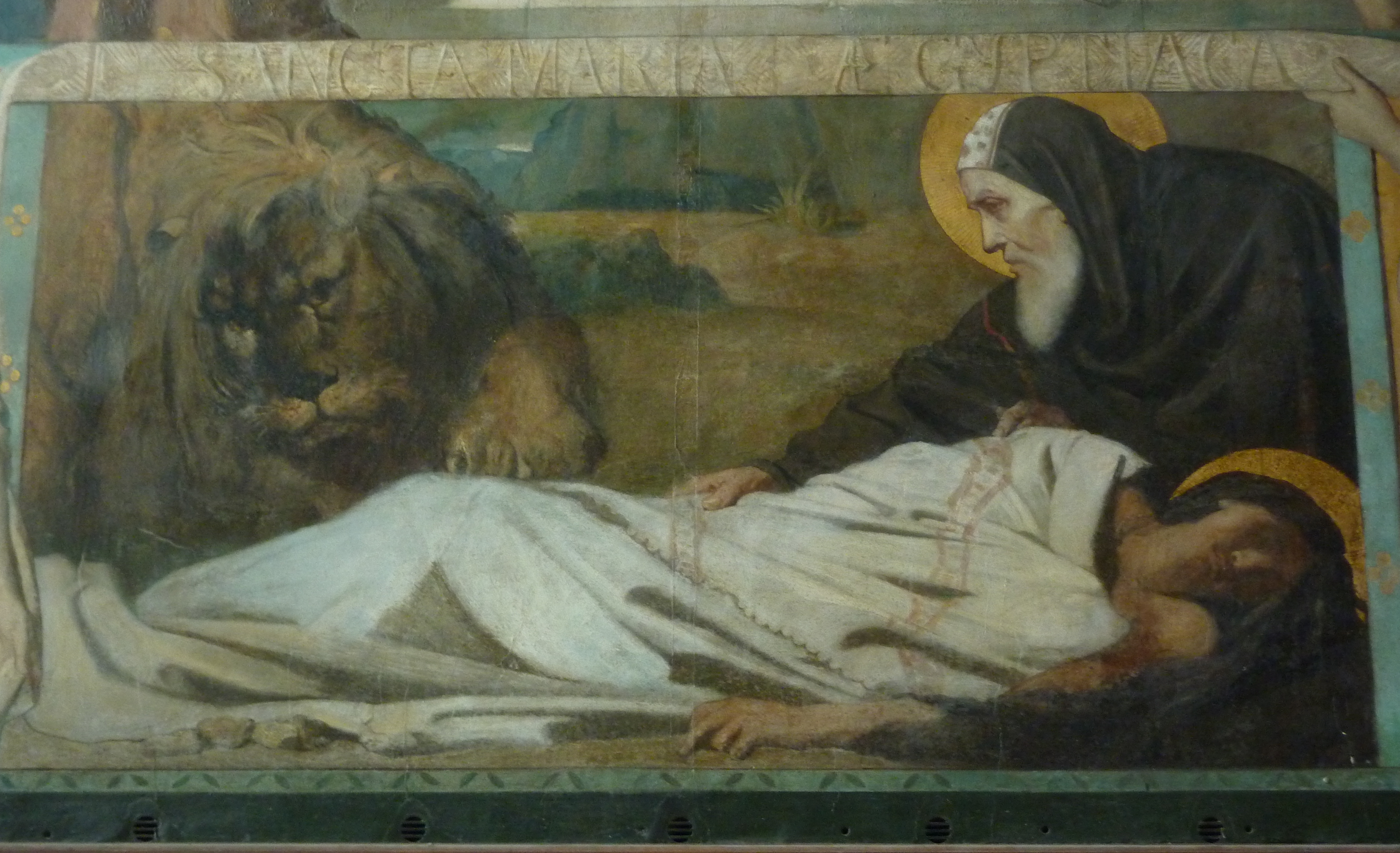
Marie Egyptská je pohřbena svatým Zosimou, její hrob kope lev, Théodore Chassériau (1819−1856)
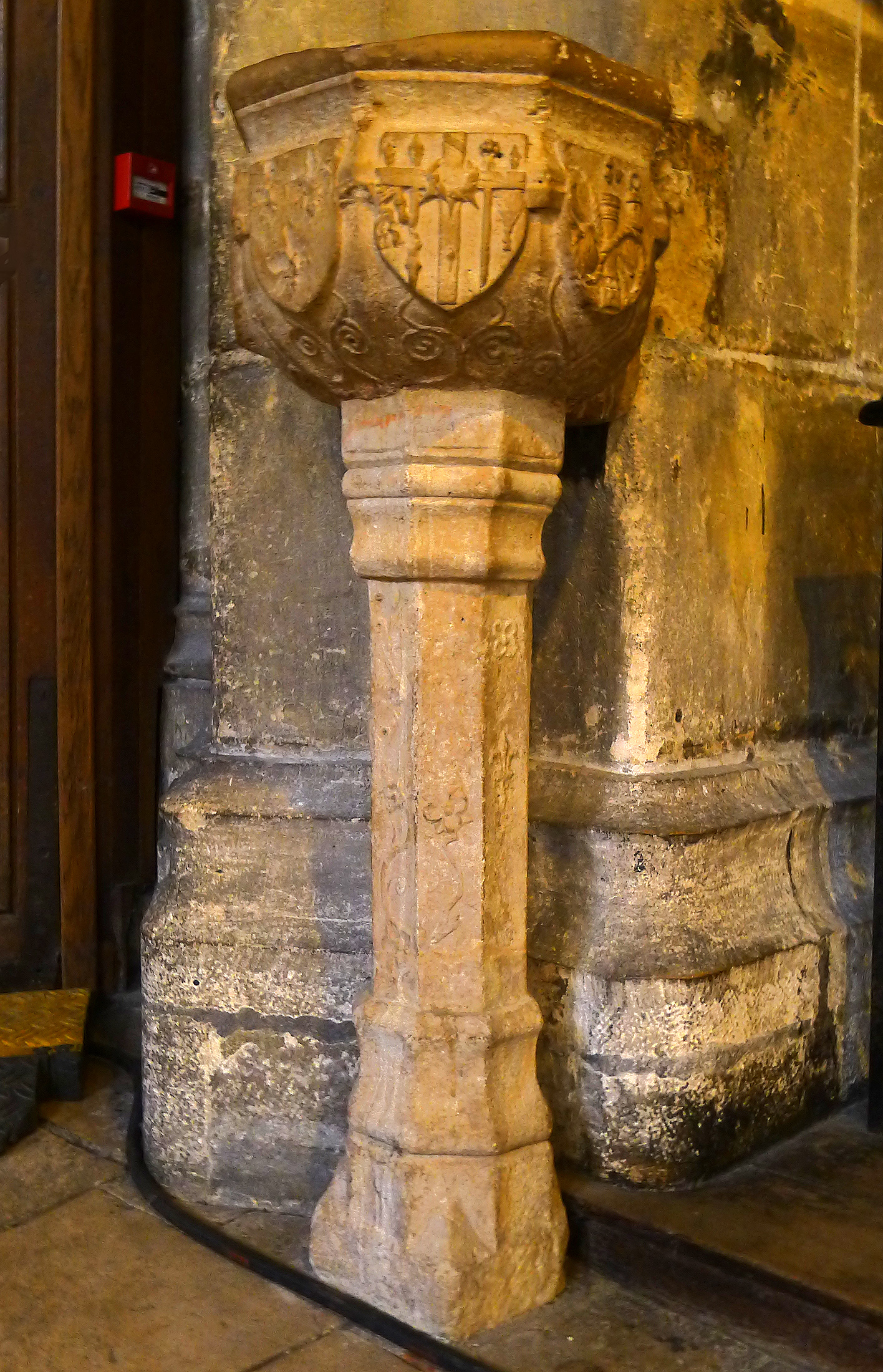
Křtitelnice s emblémy Ludvíka XII. a Anny Bretaňské (16. stol.)
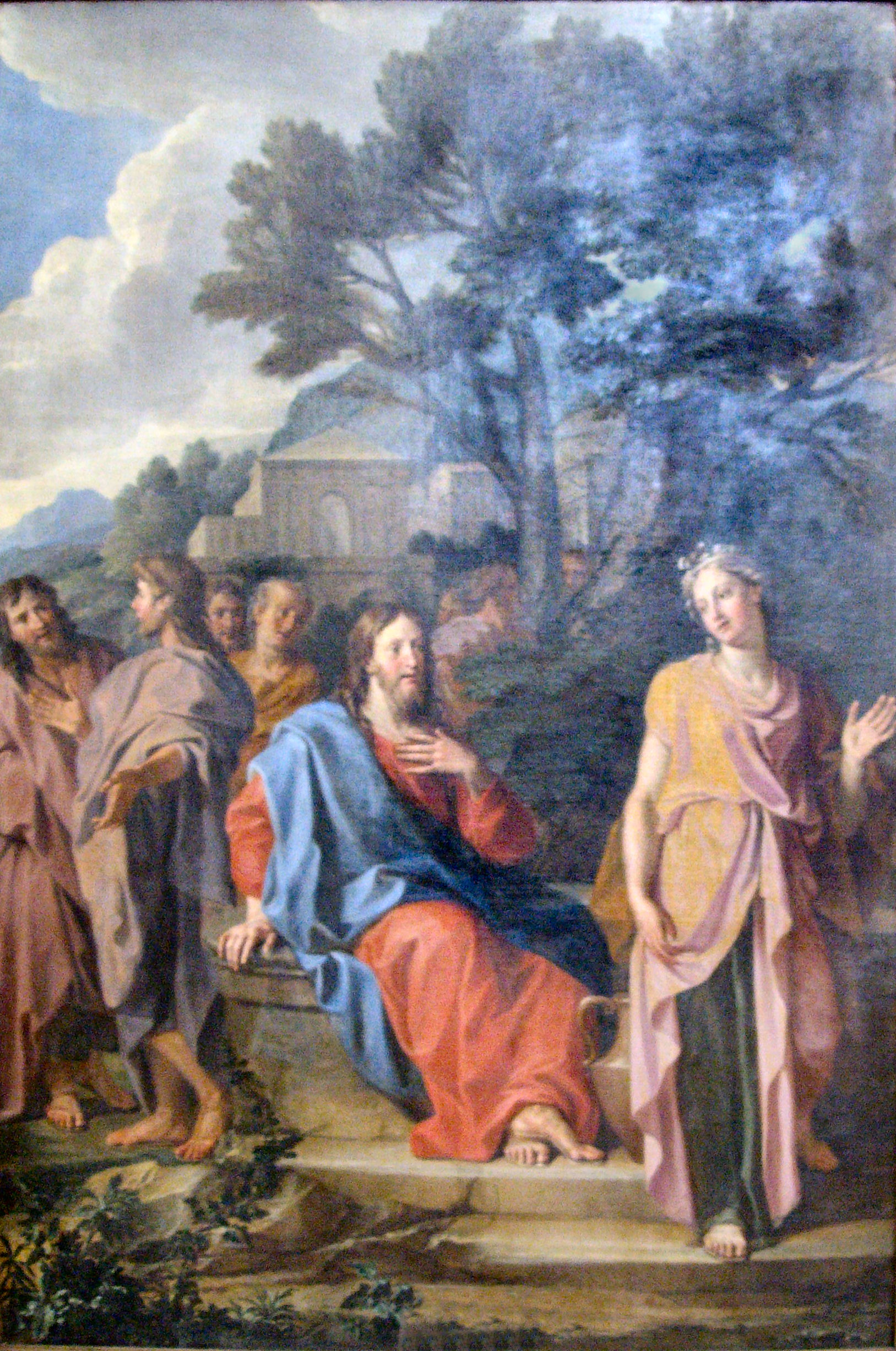
Ježíš a Samaritánka, Noel Coypel (transept)
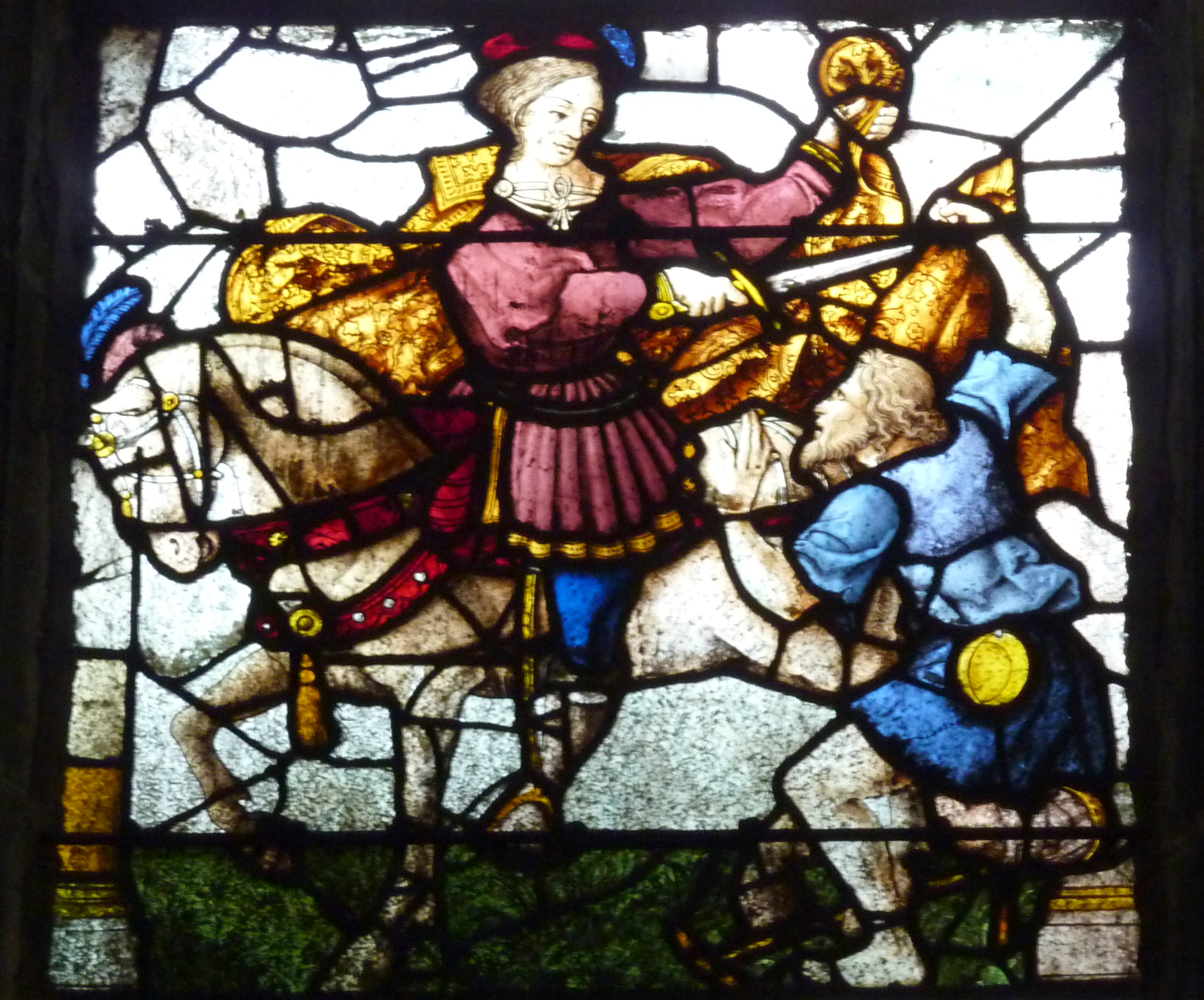
Renesanční okno (17. století), 5. pole kůru – svatý Martin se dělí o svůj plášť s chudákem